# تئوری‌های توطئه در مورد مرگ دایانا، شاهدخت ولز

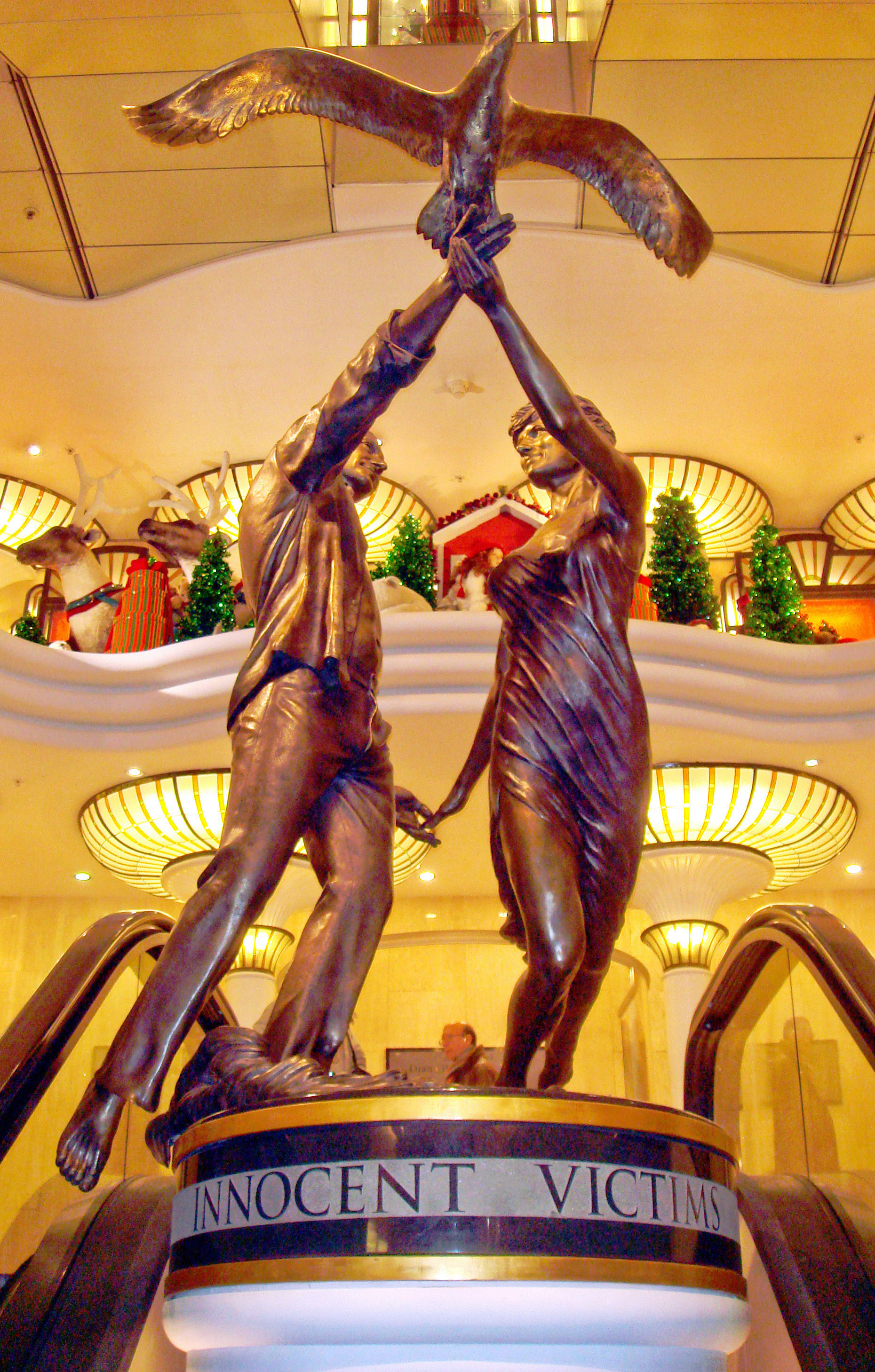
قربانیان بی گناه، یکی از دو یادبودی که قبلا در هارودز به نمایش گذاشته شده بود

پس از سال ۱۹۹۸، نظریه‌ای پیرامون مرگ دایانا، شاهدخت ولز مطرح شد که این حادثه یک جنایت سازماندهی شده بوده‌است. تحقیقات رسمی هم در بریتانیا و هم در فرانسه نشان می‌داد که دایانا همان‌طور که رسانه‌ها گزارش دادند در پی تصادف مرگبار اتومبیل در پاریس در تاریخ ۳۱ اوت ۱۹۹۷ جان باخته‌است. در سال ۱۹۹۹، یک تحقیقات فرانسوی نیز به این نتیجه رسید که دایانا در تصادف رانندگی جان خود را از دست داده‌است. بازپرس فرانسوی، قاضی هروه استفان، به این نتیجه رسید که در زمان تصادف مرسدس S280 , پاپاراتزی‌ها کمی از اتومبیل فاصله داشتند و مسئولیتی در این ماجرا نداشتند. در سال ۲۰۰۸ پس از بررسی شواهد در بریتانیا، هیئت منصفه رای بر «قتل غیرقانونی» توسط راننده خودرو هنری پل و آن پاپاراتزی که خودرو را تعقیب می‌کرد، داد.همچنین در رای هیئت منصفه آمده‌است: «علاوه بر این، مرگ متوفی ناشی از نبستن کمربند ایمنی و گیرکردن مرسدس بنز به ستون در تونل آلمابوده‌است".
افرادی که در مناقشه برای روایت رسمی این حادثه بودند، یکی روزنامه انگلیسی دیلی اکسپرس و دیگری تاجر مصری محمد الفاید بود که پسرش دودی پارتنر دیانا در آن زمان بود و او نیز در این تصادف جان باخت. در سال ۲۰۰۳، پاول بورل، پیشخدمت دایانا، یادداشتی را منتشر کرد که ادعا می‌کرد توسط دایانا در اکتبر ۱۹۹۳ نوشته شده‌است و در آن ادعاهایی وجود داشت مبنی بر اینکه شوهرش در حال برنامه‌ریزی یک تصادف ماشین، نقص ترمز و آسیب جدی به سر می‌باشد تا بتواند دوباره ازدواج کند. او ظاهراً در اکتبر ۱۹۹۵ نگرانی‌های مشابهی را به لرد میشکن، وکیل خود مطرح کرده بود که «منابع موثق» به او گفته بودند «او و کامیلا کنار گذاشته می‌شوند» تا چارلز با تیگی لگ بورک ازدواج کند.در سال ۲۰۰۴ یک تیم تحقیقاتی ویژه پلیس متروپولیتن به نام عملیات پاژه به ریاست کومیسر جان استیونز برای بررسی تئوری‌های توطئه مختلف تشکیل شد. این تحقیق به بررسی ۱۷۵ ادعای توطئه ای که توسط فاید ارائه شده بود، پرداخت. در سال ۲۰۰۵، شاهزاده چارلز، به عنوان شاهد، به استیونز گفت که از یادداشت همسر سابقش در سال ۱۹۹۵ اطلاعی ندارد و نمی‌تواند بفهمد چرا او اینطور حس می‌کرده‌است. فاید همواره آنچه که در تحقیقات از آن به عنوان تئوری‌های توطئه یاد می‌شود را مطرح می‌کند و معتقد است که پسرش و دایانا به قتل رسیده‌اند.